# علی‌اصغر پیوندی
علی اصغر پیوندی (زاده ۱۳۴۱ سرخه
) پزشک، استاد دانشگاه و سیاستمدار ایرانی است، که از تاریخ ۱۱ مهر ۱۳۹۶، به عنوان رئیس جمعیت هلال احمر جمهوری اسلامی ایران فعالیت خود را آغاز کرد و همچنین از تاریخ ۱۸ مرداد ۱۳۹۶ و با رای اکثریت اعضا ریاست سازمان نظام پزشکی تهران را نیز برعهده گرفت. پیوندی در آبان ۹۸ از نظام پزشکی و آذر همان سال از هلال احمر مستعفی شد و چند روز بعد هم دستگیر و زندانی گردید.
اگرچه در برخی از رسانه‌ها از علی اصغر پیوندی به عنوان پسرعمه حسن روحانی رئیس‌جمهور دولت یازدهم و دوازدهم ایران یاد شده بود اما او در گفتگو با رسانه‌ها این نسبت خانوادگی را رد کرده‌است.

## تحصیلات
علی اصغر پیوندی مدرک پزشکی عمومی خود را از دانشگاه علوم پزشکی شیراز در سال ۱۳۶۸ و دکتری تخصصی گوش و حلق و بینی را نیز از همان دانشگاه و در سال ۱۳۷۲ اخذ کرده‌است. او دوره تکمیلی جراحی آندوسکوپی سینوس و بینی، را در سال ۱۳۸۰ و در دانشگاه گراتس اتریش گذرانده‌است.

### تدریس
او در حال حاضر به عنوان استاد «گوش، گلو، بینی و جراحی سر و گردن» در گروه گوش، حلق و بینی، دانشکده پزشکی دانشگاه علوم پزشکی شهید بهشتی
مشغول به فعالیت است و به‌طور همزمان در مرکز تحقیقات اختلالات شنوایی و بیمارستان لقمان حکیم نیز فعالیت می‌کند.

### رزومه علمی
مرتبه علمی پیوندی استاد تمامی است و طبق اطلاعات سامانه اسکوپوس، علی‌اصغر پیوندی دارای ۳۳ مقاله است که ۲۰۸ بار به آنها استناد شده‌است. بر این اساس شاخص اچ او که بهره‌وری و تأثیرگذاری علمی دانشمندان را به صورت کمی نشان می‌دهد به میزان ۸ محاسبه شده‌است. این شاخصه برای علی اصغر پیوندی و براساس داده‌های گوگل اسکالر عدد ۱۱ است.

## احضار پیوندی به دادگاه
شهریور ماه ۱۳۹۸ رسانه‌ها از احضار پیوندی به دادگاه نوشتند. یاشار سلطانی مدعی شد که پیوندی در اقدامی با منشی مطب شخصی قرار داد ماهیانه صد میلیون تومان منعقد کرده‌است.

## سوابق مدیریتی
پیوندی در فاصله سال‌های ۱۳۷۵ تا ۱۳۷۹ ریاست دانشگاه علوم پزشکی سمنان را برعهده داشت و هم‌اکنون بعنوان استاد گروه گوش و حلق و بینی دانشگاه علوم پزشکی شهید بهشتی فعالیت می‌کند. وی از تاریخ ۷ آذر ۱۳۹۲ نیز به عنوان عضو فرهنگستان پزشکی منصوب شده‌است. مدیر گروه شنوایی‌شناسی دانشگاه علوم پزشکی شهیدبهشتی، معاون آموزشی و پژوهشی سازمان نظام پزشکی، معاون آموزشی و پژوهشی دانشکده توانبخشی و رئیس مرکز تحقیقات شنوایی دانشگاه علوم پزشکی شهیدبهشتی دیگر سوابق قابل ذکر اوست.

## استعفاء
علی اصغر پیوندی ۲۳ آبان ۱۳۹۸ از ریاست سازمان نظام پزشکی استعفا کرد. استعفای او از این سمت چند روز پس از اعلام خبر بازداشت موقتش اعلام شد. او در ۱۱ آذر ۱۳۹۸ طی نامه‌ای خطاب به رئیس‌جمهور، از ریاست جمعیت هلال احمر هم استعفا کرد.

## بازداشت
پس از ماه‌ها گمانه زنی در مورد تخلفات مالی پیوندی، او روز ۱۱ آبان ۱۳۹۸ به دلیل یک پروندهٔ مربوط به دوره ریاستش در دانشگاه شهید بهشتی، بازداشت و پس از چند ساعت با وثیقه سه میلیارد تومانی آزاد شد. شامگاه ۱۳ آذر ۱۳۹۸ خبرگزاری‌های داخل ایران گزارش دادند که پیوندی پس از استعفایش از ریاست هلال احمر، برای بار دوم توسط سازمان اطلاعات سپاه بازداشت شده‌است. در ۲۹ بهمن ۱۳۹۸ سخنگوی قوه قضائیه گفت تحقیقات نهایی از پیوندی در حال انجام است سی ام مهرماه ۱۳۹۹ اعلام شد که علی‌اصغر پیوندی به ۱۲ سال حبس و انفصال دائم از خدمات دولتی محکوم شده‌است. 